# Bukarester Fussball Club
Il Bukarester Fussball Club è stata una squadra di calcio rumena fondata nel 1912 e attiva fino al 1916, anno in cui si è sciolta. Ha disputato per quattro stagioni il campionato di calcio rumeno.

## Storia
Il club è stato fondato nel 1912 ed era il terzo club della capitale dopo l'Olympia e il Colentina. La maggioranza dei calciatori erano impiegati tedeschi che lavoravano nelle industrie della capitale, da qui la scelta del nome in tedesco
Il primo incontro fu contro l'Olympia e perse per 4-2. Disputò quattro stagioni della Divizia A terminando al secondo posto in tre occasioni, nel 1912-13 (6 squadre partecipanti al campionato), 1913-14 (3 squadre) e 1915-16 (4 squadre).
Nel 1914 cambiò nome in Bukarester IHC dal nome dello sponsor, l'industria International Harwester Company. Nel 1916, con l'abbandono dei giocatori stranieri ritornati in patria a causa della prima guerra mondiale, il club si sciolse.

## Stadio
Il club disputò gli incontri interni nello stadionul Bolta Rece, impianto condiviso con altre squadre situato nei pressi di piazza della Vittoria e in seguito demolito. Oggi sul terreno dove sorgeva l'impianto ci sono gli uffici della BRD-Groupe Societe Generale.

## Palmarès

### Altri piazzamenti
- Campionato rumeno:

Secondo posto: 1912-1913, 1913-1914, 1915-1916